# Barnabás Berzsenyi
Barnabás Berzsenyi (ur. 12 lutego 1918 w Šahach, zm. 18 czerwca 1993 w Osnabrück) – węgierski szpadzista, srebrny medalista olimpijski i trzykrotny medalista mistrzostw świata.
Na igrzyskach olimpijskich w Helsinkach w 1952 roku był piąty w zawodach drużynowych, a w indywidualnych odpadł w fazie ćwierćfinałowej. Na rozgrywanych cztery lata później igrzyskach olimpijskich w Melbourne Węgrzy w składzie: József Sákovics, Béla Rerrich, Lajos Balthazár, Ambrus Nagy, József Marosi i Barnabás Berzsenyi zdobyli srebrny medal. W rywalizacji indywidualnej tym razem nie startował.
Zdobył srebro indywidualnie na mistrzostwach świata w Brukseli (1953), plasując się tylko za Józsefem Sákovicsem. Ponadto wywalczył dwa medale w zawodach drużynowych: srebrny na mistrzostwach świata w Paryżu (1957) i brązowy na mistrzostwach świata w Rzymie (1955).
Po zakończeniu kariery pracował jako trener. Prowadził między innymi reprezentację Egiptu w latach 1961–1964, był trenerem szermierki fińskich pięcioboistów w latach 1964–1966 oraz trenerem reprezentacji Portugalii w latach 1966–1970. W 1961 roku wraz z rodziną wyjechał do RFN i osiadł Osnabrück. 